# Clan Mac Naughtons
Le Clan Mac Naughten, Mac Naughton ou Mac Naughtons, est un clan écossais,. 

## Nom
Le nom Nectan signifie pur ou clair et était populaire dans au moins une branche royale picte. Au cours de l'Histoire, le nom a connu de nombreuses variantes : Macnaghten, Macnauchtan, Macnachten, Macnaught, MacNaughtan, Macnaughtan, Macnaughtens, MacNaughton, Macnaughton, Macnechtan, McNaughton, McNaughten, McNaughtan, McNaught, McNaughton, McKnight, MacKnight, McNeight, McNutt, McNitt, McNett.

## Géographie
Le clan occupait initialement les terres situées à loch Awe, Glenara, Glen Shira et aux alentours du loch Fyne.

## Histoire

### Origines

#### Récit traditionnel
Le clan Macnaghten revendique une ascendance parmi des premiers dirigeants pictes des Mormaer de Moray et se dit des comtes de Moray. 

#### Des origines documentées
Trois frères sont mentionnés au XIIIe siècle : Gilchrist MacNachtan, Athe et Gilbert, tous fils de Malcolm Macnachten. En 1297, Gilchrist reçoit une charte d'Alexandre III d'Écosse qui lui accorde la garde d'un château permettant de surveiller l'étroit col de Brander, qui est la porte d'entrée vers l'ouest. 

### Guerres d'indépendance écossaise
Le clan MacNaughten deviennent ainsi voisin du Clan Campbell. Les Campbell ne tardent pas à soutenir Robert Bruce lorsqu'il entreprend de réclamer son trône ; cependant, les Macnaghten, qui sont sous l'influence du clan MacDougall, s'opposent à lui. Les Macnaghten font partie de l'armée MacDougall qui combat l'armée de Robert Bruce à la bataille de Dalrigh en 1306 et de nouveau à la bataille de la passe de Brander. Cependant, les Macnaghten changent ensuite d'allégeance et un baron Macnachten (peut-être Alexander Macnachten) est enregistré comme combattant à la bataille de Bannockburn pour le compte de Robert de Bruce pendant les guerres d'indépendance écossaise. Les Macnaghten n'ont pas gagné grand-chose de leur changement d'allégeance tardif et à partir de ce moment, les Campbell ont dominé le loch Awe. 
La deuxième épouse d'Alexander Macnaghten, qui a peut-être combattu à Bannockburn, est Christina Campbell. Quand elle devient veuve en 1361, elle accorde un tiers des terres Macnaghten à son cousin, Colin Campbell de Lochow. Le fils d'Alexander Macnaghten, Duncan, hérite du reste des terres. Leur domaine principal était le château de Dunderave. 

### XVeetXVIesiècles
En 1478, l'héritier de Duncan, Alexander, accepte une charte des comtes Campbell d'Argyll pour ses terres et les considère ainsi comme supérieurs féodaux. Son petit-fils, aussi appelé Alexander, est fait chevalier par Jacques IV d'Écosse. Il suit le roi à la bataille de Flodden et est l'un des rares survivants de la bataille. Il meurt deux ans plus tard. Il s'était marié deux fois et avait laissé six fils, dont l'aîné lui succéda comme chef de clan. Le deuxième fils était Ian, père d'un autre Ian ou John Dhu qui pourrait être le Shane Dhu à qui on attribue la fondation de la branche irlandaise du clan Macnaghten. 
Gilbert Macnaghten est chef de clan en 1548 mais meurt sans enfant et est donc remplacé par son jeune frère, Alexander. Alexander a commencé la reconstruction du château de Dunderave sur le loch Fyne qui a été achevée par son fils, Iain, en 1596. 

### XVIIesiècle et Guerre civile
Les chefs Macnaghten lèvent une troupe d'archers pour aller aider les rebelles huguenots français lors du siège de La Rochelle de 1627. Le chef du clan Macnaghten est alors en grande faveur auprès de Charles Ier d'Angleterre et sert comme gentleman of the Privy Chamber (en) mais les dépenses de l'expédition française et l'extravagance de la vie à la cour forcent Macnaghten à hypothéquer ses terres. Alexander meurt en 1630 laissant le domaine de Dunderave dans les mains de son frère, Malcolm Macnaghten de Killearn. 
Le fils de Malcolm est un fervent royaliste et appelle son clan à se battre dans le soulèvement de Glencairn contre Oliver Cromwell en 1653. Après la restauration de 1660, Macnaghten est fait chevalier mais à cause de l'influence de Campbell, comte d'Argyll, il est plus tard dénoncé comme rebelle. En conséquence, les terres du clan sont presque entièrement perdues en raison de la dette. Le chef suivant, Iain, n'hérite guère plus qu'un titre vide.
Iain rejoint les forces de John Graham, 1er vicomte Dundee et combat à la bataille de Killiecrankie en 1689. En conséquence, il est dénoncé comme un rebelle jacobite et ses terres restantes sont confisquées. Son plus jeune fils, John Macnaghten, est le dernier chef de cette lignée. John est forcé de faire une disposition formelle de ses terres restantes à sire James Campbell d'Ardkinglas en 1710. 

### Branche américaine
En 1775, Alexander McNaughton quitta Dunderwae pour l'Amérique afin de sauver sa vie des Britanniques qui exterminaient alors chefs de clan et héritiers présomptifs. Alexander était apparemment l'héritier. Il s'installa dans la région de Mill Hall, dans le comté de Clinton, en Pennsylvanie.

### Branche irlandaise
En 1818, Edmund Alexander Macnaghten fut reconnu nouveau chef de clan. Il descend de la branche irlandaise des Macnaghtens qui descendent de John Macnaughten Shane Dhu du XVIe siècle.

### Histoire contemporaine
Edmund Alexander Macnaghten meurt en 1832 et est remplacé par son frère, Francis, qui était juge à Madras et à Calcutta en Inde britannique. Francis est avocat et devenu Lord of Appeal en 1887. Il est remplacé par son fils, sire Edward, dont les deux fils sont tous deux tués pendant la Première Guerre mondiale. Ils ont été remplacés par leur oncle sire Francis, huitième baronnet. 

## Liste des baronnets

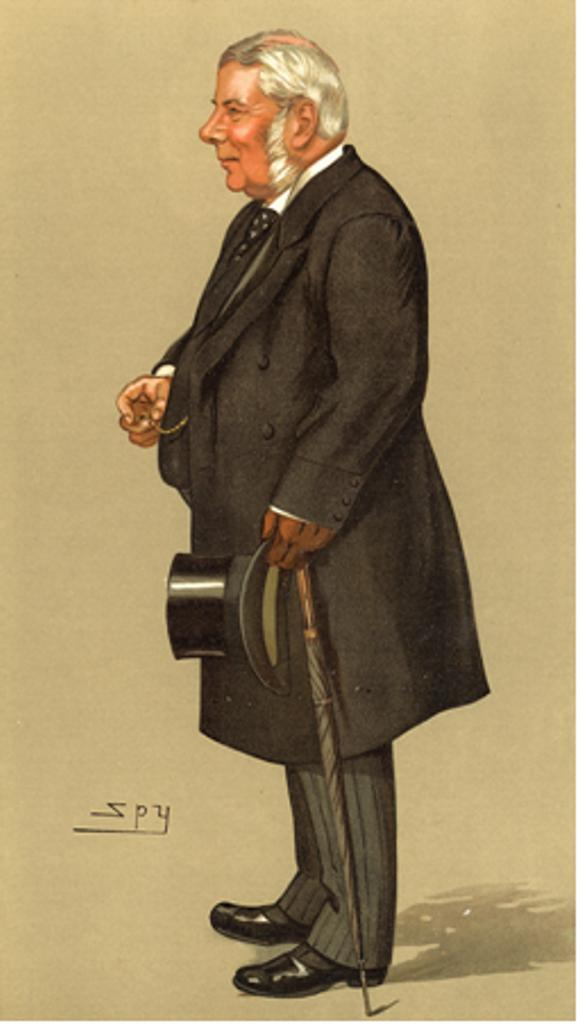
Edward Macnaghten, Baron Macnaghten, futur 5e Baronnet, croqué par Leslie Ward dit Spy dans le magazine Vanity Fair du 31 Octobre 1895.

- Francis Workman-Macnaghten, 1er Baronnet (1832-1843)[4]
- Edmund charles Workman-Macnaghten, 2e baronnet (1843-1876)
- Francis Edmund Workman-Macnaghten, 3e Baronnet (1876-1911)
- Edward Macnaghten, 4e baronnet, Law Lord, Baron Macnaghten (1911-1913)
- Edward Charles Macnaghten, 5e Baronnet (1913-1914)
- Edward Harry Macnaghten, 6e Baronnet (1914-1916)
- Arthur Douglas Macnaghten, 7e Baronnet (1916)
- Francis Alexander Macnaghten, 8e Baronnet  (1916-1951)
- Frederic Fergus Macnaghten, 9e Baronnet (1951-1955)
- Antony Macnaghten, 10e Baronnet (1955-1972)
- Patrick Alexander Macnaghten, 11e Baronnet (1972–2007)
- Malcolm Francis MacNaghten of MacNaghten, 12e Baronnet (Depuis 2007)

## Profil du clan

### Devise
- En Scot : « I hoip in God »
- En anglais : « I hope in God »
- En français : « J'espère en Dieu »

### Tartan
L'office public d'enregistrement des tartans (The scottish register of tartans) recense un motif portant le nom du clan, avec une variante irlandaise.